# 孔奮
孔奮（？年—？年），字君魚，扶風郡茂陵縣（今陝西省興平市東北）人，東漢武都太守。孔子第十六代孫。

## 生平
孔奮年少時跟隨劉歆學習《春秋左氏傳》，受劉歆稱讚，劉歆曾對學生說他在孔奮那學到不少道理。
王莽之亂時，孔奮與其母親和弟孔奇在河西躲避兵禍。孔家依附在大將軍竇融家中，孔奇當年二十一歲，孔奇每次和兄長孔奮議論學問，孔奮都很感謝、佩服孔奇的言論。
建武五年（29年），竇融任命孔奮為議曹掾，代理姑臧縣長。建武八年（33年），孔奮受封關內侯。姑臧是河西是最富饒的地方，當時天下尚未平定，許多士人不注重節操，擔任縣長的，上任還不到幾個月就累積大量的財富。孔奮任職四年，清正廉潔，被很多人恥笑，笑其身在脂膏之中卻沒中飽私囊。
孔奮重視節操，以仁和公平治理地方，太守梁統十分敬重孔奮，不用官屬的禮節對待，常到大門迎接，引見給自己的母親。
隴西和蜀地平定後，河西太守、縣令被徵召，官吏財物塞滿整車，只有孔奮沒有資財，獨自一輛車就上路。姑臧的官吏百姓和羌胡都說：「孔君清廉仁賢，全縣都受到他的恩惠，如今孔君要離開，我們爲何不報答他的恩德！」於是獻出牛、馬、器物千萬以上，追送到數百裏。孔奮僅表達感謝，其他東西都並沒有接受。抵達京師後，孔奮被任命為武都郡丞。

### 君魚保境
時任武都郡丞的孔奮，遭隗囂餘黨隗茂等人攻打府舍，郡守被殺害，賊軍擔憂孔奮疾行追擊，於是捉孔奮的妻子和兒子當作人質。孔奮當時已經五十歲，只有這麼一位兒子，但孔奮仍奮力追賊軍。官吏和百姓深受孔奮義氣而感動，人人加倍賣命和賊軍作戰。郡裡有很多氐人，熟悉山谷地形，有位大豪齊鍾留，受氐人敬仰。孔奮命令鍾留等人掩護抄擊，裡應外合、互相配合。賊軍窮途末路，便將孔奮的妻兒推往陣前，想藉此讓官孔奮軍退怯不前，然而孔奮軍反而進攻更加猛烈，隗茂等人被擒滅，孔奮妻兒也因此犧牲。漢光武帝下詔嘉獎孔奮，孔奮升任為武都太守。
孔奮認為孔奇博通經典應該要去當官，孔奮則上書以生病的理由辭官，回到家鄉後，孔奮以禮法整頓自己的行為，後來孔奮在家中去世。

## 性格
孔奮為政，能明察是非曲直，做公正的判斷，對有美德的人，孔奮對待有如親人，對行為不檢點的人，孔奮對其有如仇人，在武都郡，人們都說他清明公平。

## 家族

### 曾祖父
- 孔霸，漢元帝時任侍中。[13]

### 弟
- 孔奇，作《春秋左氏刪》。

### 子
- 孔某，被隗茂等所杀
- 孔嘉，孔奮晚年生的兒子，官至城門校尉，作《左氏說》。[14]

## 相關詩詞
- 林同：「甘同妻菜茹，極奉母珍羞。一任時人笑，脂膏不自謀。」《孝詩·孔奮》

## 延伸阅读
[在维基数据编辑]
 《後漢書·卷31》，出自范晔《後漢書》
 《東觀漢記》